# Elecciones regionales de los Abruzos de 2024
Las elecciones regionales de los Abruzos de 2024 tuvieron lugar el 10 de marzo de 2024. La elección fue para los 29 escaños del Consejo Regional de los Abruzos, así como para el presidente de la región que, junto con el candidato presidencial en segundo lugar, también se convertirían en miembros del Consejo Regional.
Las elecciones fueron ganadas por el actual presidente de la coalición de centroderecha, Marco Marsilio de Hermanos de Italia, frente al candidato independiente de la coalición de centroizquierda, Luciano D'Amico, economista y profesor de la Universidad de Teramo, con un 53,5% frente a un 46,5%. La coalición de centroizquierda, que sigue dividida a nivel nacional pero que viene de una sorprendente victoria y triunfo en las elecciones regionales de Cerdeña de 2024, incluía tanto al Movimiento 5 Estrellas como a los partidos Acción e Italia Viva. A pesar de esta combinación, conocida como campo larghissimo, no fue suficiente para que la oposición ganara en Abruzos, aunque perdió por un 7% en la que era la cuarta región más derechista de Italia. Marsilio se convirtió así en el primer presidente de Abruzos en ser reelecto.

## Antecedentes
Desde las elecciones de 1970, primeras elecciones regionales para los consejos de las regiones con estatutos ordinarios, Abruzos ha sido gobernado ininterrumpidamente por mayorías lideradas por la Democracia Cristiana. Tras la disolución de este partido, y a partir de las elecciones de 1995 (las primeras que incluyeron la elección directa del presidente), siempre ha habido representantes alternos del centroizquierda y del centroderecha.
En las elecciones regionales de los Abruzos de 2019, Marco Marsilio y la coalición de centroderecha derrotaron al candidato del Partido Democrático y la coalición de centroizquierda, Giovanni Legnini, con un 48,0% frente a un 31,3%, y el 20,2% de los votos fueron para la candidata del Movimiento 5 Estrellas, Sara Marcozzi, quien más tarde, en julio de 2023, se unió a Forza Italia dentro de la coalición de centroderecha. Marco Marsilio se convirtió así en el primer presidente regional elegido por Hermanos de Italia. En enero de 2022, se convocaron las elecciones regionales para el 10 de marzo de 2024.
Tras la victoria de la coalición de centroizquierda y del Movimiento 5 Estrellas, liderado por Alessandra Todde, en las elecciones regionales de Cerdeña dos semanas antes, estas elecciones en Abruzos han asumido una relevancia nacional, siendo consideradas un enfrentamiento simbólico entre los partidos de la mayoría gobernante y la oposición.

## Ley electoral
Como en las elecciones de 2019, las elecciones regionales en Abruzos se rigen por una ley nacional, válida para todas las regiones con estatutos ordinarios (la llamada Tatarellum) y por una ley regional, n.º. 9 de 2 de abril de 2013, que suprimió el voto fraccionado y el de lista, introduciendo un umbral electoral.

### Sistema electoral
Tanto el presidente de la región como los miembros del Consejo Regional (29, más el propio Presidente y el segundo candidato más votado) son elegidos por sufragio universal. El candidato que obtenga la mayoría de votos válidos a nivel regional se convierte en presidente. Este debe estar vinculado a una lista o coalición -en este caso la ley habla de pacto de coalición- que postule al Consejo Regional. La lista (o coalición) del presidente electo obtiene entonces una mayoría de entre el 60% y el 65% de los escaños. La elección del Consejo, en cambio, prevé una competición entre listas, presentadas dentro de las cuatro circunscripciones de Abruzos, coincidentes con las cuatro provincias de la Región. El sistema electoral es proporcional, con un umbral del 4% para las listas no coaligadas y del 2% para las incluidas en una coalición.

### Modalidad de voto
Los votantes votan por ambos cargos en una sola boleta. Son posibles los siguientes modos:
- Votar solo a la lista de la circunscripción, en cuyo caso su voto también se suma a los del candidato presidencial apoyado por la lista. En esta circunstancia también es posible manifestar dos preferencias para dos candidatos a consejero, siempre que sean de distinto sexo, indicando su apellido o nombre y apellido.
- Votar solo por un candidato a la presidencia, en cuyo caso su voto no se extiende a su lista.
- Votar al candidato presidencial y a una lista de la circunscripción. Sin embargo, no es posible llevar a cabo el llamado voto dividido, por lo que el elector no puede elegir un candidato a la presidencia y una lista de la circunscripción que no esté vinculada a ella.

### Circunscripciones electorales

Mapa de las circunscripciones electorales en el momento de las elecciones

Cada provincia constituye una circunscripción electoral. Por decreto del Presidente de la región, de 19 de octubre de 2023, se oficializó la distribución de escaños entre las cuatro provincias, manteniéndose sin cambios respecto a las elecciones anteriores. El número de escaños asignados a las circunscripciones es de 29, a los que se suman uno reservado para el presidente electo y uno para el candidato presidencial que quede en segundo lugar.
| Circunscripción           | Población al 2021 | Cocientes enteros | Restos | Escaños asignados |
| ------------------------- | ----------------- | ----------------- | ------ | ----------------- |
| Chieti                    | 373 717           | 8                 | 21 733 | 8                 |
| L'Aquila                  | 288 956           | 6                 | 24 968 | 7                 |
| Pescara                   | 313 631           | 7                 | 5645   | 7                 |
| Teramo                    | 299 646           | 6                 | 35 658 | 7                 |
| Abruzos                   | 1 275 950         | 27                | 88 004 | 29                |
| Cociente regional: 43 998 |                   |                   |        |                   |

## Presentación de las candidaturas

### Candidaturas aceptadas
- Tras un acuerdo entre el Partido Democrático, el Movimiento 5 Estrellas y otras listas de centroizquierda y centro, se anunció oficialmente la candidatura conjunta de Luciano D'Amico el 21 de septiembre de 2023.[13][14] D'Amico fue anteriormente rector de la Universidad de Teramo y presidente de Trasporto Unico Abruzzese, así como candidato a consejero en la lista cívica "Legnini Presidente" en las elecciones regionales de los Abruzos de 2019.[15][16] La coalición en apoyo a D'Amico, llamada "Pacto por Abruzo" (en italiano: Patto per l'Abruzzo),[17] estaba compuesta por seis listas: PD, M5S, Acción, Alianza Verdes e Izquierda (apoyada por algunos miembros de DemoS), Reformistas y Cívicos (apoyada por Abruzo en Común, Italia Viva y PSI) y Abruzo Juntos.[4][18][19]
- Ya entre marzo y mayo de 2023, el presidente saliente Marco Marsilio (Hermanos de Italia) había anunciado que quería presentarse a un segundo mandato en las próximas elecciones regionales.[20][21] En diciembre del año siguiente, la coalición de centroderecha confirmó su voluntad de apoyar la candidatura de Marsilio,[1][22] apoyado por las listas de FdI, Lega, Forza Italia, Nosotros Moderados, UdC-DC con Rotondi y Marsilio Presidente.[18][19][23]

### Candidaturas retiradas
- A finales de agosto de 2023, el Partido Democrático había indicado inicialmente a Silvio Paolucci, ex consejero regional de planificación económica y sanitaria,[24] como el candidato de centroizquierda a la presidencia de la región.[25][26] Sin embargo, su candidatura fue retirada tras el nombramiento de Luciano D'Amico para liderar la coalición.[13][15]
- En septiembre de 2023, Acción había propuesto inicialmente la candidatura de Carlo Costantini,[15][27] pero la retiró al mes siguiente, tras la decisión del partido de unirse a la coalición que apoyaba a Luciano D'Amico.[28]
- En diciembre de 2023, el partido Sur llama Norte anunció la posibilidad de participar en las elecciones regionales, lo que nunca se materializó, tras el nombramiento de Lorenzo Valloreja, exmiembro del movimiento Italexit, como su coordinador regional para Abruzos.[29][30]

## Partidos y candidatos
| Partido político o alianza | Partido político o alianza | Listas constituyentes                                                               | Listas constituyentes        | Resultados previos | Resultados previos | Candidato       | Candidato |
| Partido político o alianza | Partido político o alianza | Listas constituyentes                                                               | Listas constituyentes        | Votos (%)          | Escaños            | Candidato       | Candidato |
| -------------------------- | -------------------------- | ----------------------------------------------------------------------------------- | ---------------------------- | ------------------ | ------------------ | --------------- | --------- |
|                            | Coalición de centroderecha |                                                                                     | Liga (Lega) (incl. AP)       | 27,5               | 10                 | Marco Marsilio  |           |
|                            | Coalición de centroderecha | Forza Italia (FI)                                                                   | 9,0                          | 3                  |                    | Marco Marsilio  |           |
|                            | Coalición de centroderecha | Hermanos de Italia (FdI)                                                            | 6,5                          | 2                  |                    | Marco Marsilio  |           |
|                            | Coalición de centroderecha | Unión de Centro–Democracia Cristiana (UDC–DC)                                       | 2,9                          | 1                  |                    | Marco Marsilio  |           |
|                            | Coalición de centroderecha | Marsilio Presidente                                                                 | —                            | —                  |                    | Marco Marsilio  |           |
|                            | Coalición de centroderecha | Nosotros Moderados                                                                  | —                            | —                  |                    | Marco Marsilio  |           |
|                            | Pacto por Abruzo           |                                                                                     | Movimiento 5 Estrellas (M5S) | 19,7               | 7                  | Luciano D'Amico |           |
|                            | Pacto por Abruzo           | Partido Democrático (PD)                                                            | 11,1                         | 3                  |                    | Luciano D'Amico |           |
|                            | Pacto por Abruzo           | Reformistas y Cívicos (Abruzo en Común–Abruzo Vivo–PSI) (incl. +E)                  | 3,9                          | 1                  |                    | Luciano D'Amico |           |
|                            | Pacto por Abruzo           | Alianza Verdes e Izquierda – Abruzo Progresista y Solidario (incl. EV, SI, y DemoS) | 2,8                          | 0                  |                    | Luciano D'Amico |           |
|                            | Pacto por Abruzo           | Abruzo Juntos                                                                       | 2,7                          | 0                  |                    | Luciano D'Amico |           |
|                            | Pacto por Abruzo           | Acción–Socialistas Populares Reformistas                                            | —                            | —                  |                    | Luciano D'Amico |           |

## Campaña

### Programas electorales
El programa de la coalición de centroderecha, en apoyo de Marco Marsilio, se llamó El gobierno del bien para Abruzo. Las principales prioridades declaradas fueron el fortalecimiento de las infraestructuras físicas y digitales (incluido el fortalecimiento de la línea ferroviaria Roma-Pescara), la continuación de las políticas de apoyo a la economía regional, la fusión de los cuatro distritos electorales regionales en una única circunscripción y la aprobación de una nueva red hospitalaria y territorial, con el fin de reducir el problema de las listas de espera.
El programa de la coalición de centroizquierda, en apoyo a Luciano D'Amico, se llamó Una historia para reescribir. Los temas centrales declarados fueron la restauración de políticas de igualdad social para crear empleo, hospitales y escuelas, así como reducir la incidencia de la pobreza absoluta en la región, una reforma del sistema de salud regional, la lucha contra la despoblación y la emigración juvenil, inversiones en el sector agroalimentario en el cumplimiento de la sostenibilidad ambiental y el proyecto de gratuidad del transporte público local.

### Debates
|                       |              |                 |         |   |   |
| 16 de febrero de 2024 | Chieti       | Rete8 Il Centro | YouTube | P | P |
| 23 de febrero de 2024 | Pescara      | TGR Abruzzo     | RaiPlay | P | P |
| 1 de marzo de 2024    | Silvi Marina | TV SEI          | YouTube | P | P |
| 8 de marzo de 2024    | Chieti       | Rete8 Il Centro | YouTube | P | P |

### Candidaturas impugnadas
Tras las comprobaciones realizadas por la Comisión Parlamentaria Antimafia sobre las listas presentadas a las elecciones regionales, el 28 de febrero de 2024 la presidenta de la comisión, Chiara Colosimo, anunció que dos candidaturas violaban el código de autorregulación debido a procedimientos judiciales anteriores o en curso. A raíz de esto, una de las implicadas, Simona Fernández (inicialmente candidata en la lista de la Alianza Verdes e Izquierda), negó cualquier responsabilidad personal en el proceso en el que se vio involucrada.

## Encuestas de opinión

### Candidatos
| Fecha          | Encuestadora | Marsilio    | D'Amico | Dif. |      |      |   |
| -------------- | ------------ | ----------- | ------- | ---- | ---- | ---- | - |
| Fecha          | Encuestadora | 21 Feb 2024 | Noto    | Dif. | 53,0 | 47,0 | 6 |
| 17–21 Feb 2024 | Winpoll      | 50,6        | 49,4    | 1,2  |      |      |   |
| 12–16 Feb 2024 | Bidimedia    | 52,6        | 47,4    | 5,2  |      |      |   |
| 10–15 Ene 2024 | EMG          | 54,5        | 45,5    | 9,0  |      |      |   |
| 18–22 Dic 2023 | Winpoll      | 50,8        | 49,2    | 1,6  |      |      |   |

### Partidos
| Fecha          | Encuestadora | Centroderecha | Centroderecha | Centroderecha | Centroderecha | Centroderecha | Centroderecha | Centroderecha | Centroizquierda | Centroizquierda | Centroizquierda | Centroizquierda | Centroizquierda | Centroizquierda | Centroizquierda | Centroizquierda | Italexit | UP  | Otros | Dif. |
| Fecha          | Encuestadora | FdI           | FI            | Lega          | Marsilio      | NM            | UdC–DC        | Others        | PD              | M5S             | AVS             | Az              | AI              | IV              | +E              | Otros           | Italexit | UP  | Otros | Dif. |
| -------------- | ------------ | ------------- | ------------- | ------------- | ------------- | ------------- | ------------- | ------------- | --------------- | --------------- | --------------- | --------------- | --------------- | --------------- | --------------- | --------------- | -------- | --- | ----- | ---- |
| Fecha          | Encuestadora |               |               |               |               |               |               | Others        |                 |                 |                 |                 |                 |                 |                 | Otros           |          |     | Otros | Dif. |
| 21 Feb 2024    | Noto         | 31,5          | 9             | 5             | 3,5           | 3             | 1,5           | —             | 19,0            | 15,0            | 4,0             | 4,0             | 3,0             | 1,5             | 1,5             | —               | —        | —   | —     | 12,5 |
| 17–21 Feb 2024 | Winpoll      | 25,2          | 10,2          | 6,3           | 5,9           | 2,2           | 0,8           | —             | 17,8            | 13,4            | 5,8             | 4,2             | 5,2             | 3,0             | 3,0             | —               | —        | —   | —     | 7,4  |
| 12–16 Feb 2024 | Bidimedia    | 29,6          | 10,2          | 7,9           | 3,3           | 1,2           | 1,1           | —             | 18,7            | 10,8            | 4,1             | 4,0             | 6,0             | 3,1             | 3,1             | —               | —        | —   | —     | 10,9 |
| 10–15 Ene 2024 | EMG          | 31,0          | 10,0          | 8,0           | 3,0           | —             | 1,0           | 2,0           | 15,5            | 18,0            | 2,5             | 4,5             | —               | 2,0             | 1,5             | 2,0             | —        | —   | —     | 13,0 |
| 18–22 Dic 2023 | Winpoll      | 29,2          | 11,6          | 5,8           | —             | —             | —             | —             | 18,6            | 17,1            | 3,5             | 2,9             | —               | 3,5             | 1,3             | —               | 2,4      | 0,6 | 3,6   | 10,6 |

### Aprobación
| Fecha          | Encuestadora | Aprubea | Desaprueba | NS/NC |
| -------------- | ------------ | ------- | ---------- | ----- |
| 21 Feb 2024    | Noto         | 40      | 60         | 60    |
| 17-21 Feb 2024 | Winpoll      | 47      | 53         | 53    |
| 12–16 Feb 2024 | Bidimedia    | 40      | 56         | 4     |
| 8–13 Dic 2023  | Lab2101      | 51,4    | 48,6       | 48,6  |
| Oct 2023       | Piepoli      | 18      | 82         | 82    |
| Ago 2023       | Lab2101      | 51,2    | 48,8       | 48,8  |
| Jul 2023       | Noto         | 45      | 55         | 55    |
| May 2023       | SWG          | 35      | 65         | 65    |
| 10–23 Ago 2022 | Lab2101      | 50,9    | 49,1       | 49,1  |
| Jul 2022       | Noto         | 46      | 54         | 54    |
| May 2022       | SWG          | 36      | 64         | 64    |
| Jul 2021       | Noto         | 45      | 55         | 55    |

| Fecha          | Encuestadora | Aprubea | Desaprueba | NS/NC |
| -------------- | ------------ | ------- | ---------- | ----- |
| 21 Feb 2024    | Noto         | 41      | 59         | 59    |
| 17-21 Feb 2024 | Winpoll      | 59      | 41         | 41    |
| 12–16 Feb 2024 | Bidimedia    | 45      | 50         | 5     |

## Resultados

Partido más votado por comune

Candidato a presidente más votado por comune

|                                              |                                    |           |        |         |                                          |                     |         |        |         |
| Candidatos                                   | Candidatos                         | Votos     | %      | Escaños | Partidos                                 | Partidos            | Votos   | %      | Escaños |
|                                              | Marco Marsilio                     | 327.660   | 53,50  | 1       |                                          | Hermanos de Italia  | 139.578 | 24,10  | 8       |
|                                              | Marco Marsilio                     | 327.660   | 53,50  | 1       | Forza Italia                             | 77.841              | 13,44   | 4      |         |
|                                              | Marco Marsilio                     | 327.660   | 53,50  | 1       | Liga                                     | 43.816              | 7,56    | 2      |         |
|                                              | Marco Marsilio                     | 327.660   | 53,50  | 1       | Marsilio Presidente                      | 33.102              | 5,72    | 2      |         |
|                                              | Marco Marsilio                     | 327.660   | 53,50  | 1       | Nosotros Moderados                       | 15.516              | 2,68    | 1      |         |
|                                              | Marco Marsilio                     | 327.660   | 53,50  | 1       | Unión de Centro–Democracia Cristiana     | 6.784               | 1,17    | –      |         |
| Total                                        | Total                              | 327.660   | 53,50  | 1       | 316.637                                  | 54,67               | 17      |        |         |
|                                              | Luciano D'Amico                    | 284.748   | 46,50  | 1       |                                          | Partido Democrático | 117.497 | 20,29  | 6       |
|                                              | Luciano D'Amico                    | 284.748   | 46,50  | 1       | Abruzo Juntos                            | 44.353              | 7,66    | 2      |         |
|                                              | Luciano D'Amico                    | 284.748   | 46,50  | 1       | Movimiento 5 Estrellas                   | 40.629              | 7,01    | 2      |         |
|                                              | Luciano D'Amico                    | 284.748   | 46,50  | 1       | Acción–Socialistas Populares Reformistas | 23.156              | 4,00    | 1      |         |
|                                              | Luciano D'Amico                    | 284.748   | 46,50  | 1       | Alianza Verdes e Izquierda               | 20.655              | 3,57    | 1      |         |
|                                              | Luciano D'Amico                    | 284.748   | 46,50  | 1       | Reformistas y Cívicos                    | 16.275              | 2,81    | –      |         |
| Total                                        | Total                              | 284.748   | 46,50  | 1       | 262.565                                  | 45,33               | 12      |        |         |
|                                              |                                    |           |        |         |                                          |                     |         |        |         |
| Votos válidos                                | Votos válidos                      | 612.408   | 97,11  |         |                                          |                     |         |        |         |
| Votos en blanco                              | Votos en blanco                    | 5.488     | 0,87   |         |                                          |                     |         |        |         |
| Votos nulos                                  | Votos nulos                        | 12.709    | 2,02   |         |                                          |                     |         |        |         |
| Total candidatos                             | Total candidatos                   | 630.605   | 100,00 | 2       | Total partidos                           | Total partidos      | 579.202 | 100,00 | 29      |
| Votantes registrados/participación           | Votantes registrados/participación | 1.208.207 | 52,19  |         |                                          |                     |         |        |         |
| Fuente: Ministerio del Interior – Resultados |                                    |           |        |         |                                          |                     |         |        |         |

| \| Voto popular \| Voto popular \| Voto popular \| Voto popular \| Voto popular \| \| ------------ \| ------------ \| ------------ \| ------------ \| ------------ \| \| \| \| \| \| \| \| FdI \| FdI \| \| 24.10 % \| 24.10 % \| \| PD \| PD \| \| 20.29 % \| 20.29 % \| \| FI \| FI \| \| 13.44 % \| 13.44 % \| \| AI \| AI \| \| 7.66 % \| 7.66 % \| \| Lega \| Lega \| \| 7.56 % \| 7.56 % \| \| M5S \| M5S \| \| 7.01 % \| 7.01 % \| \| Marsilio \| Marsilio \| \| 5.72 % \| 5.72 % \| \| Az \| Az \| \| 4.00 % \| 4.00 % \| \| AVS \| AVS \| \| 3.57 % \| 3.57 % \| \| RC \| RC \| \| 2.81 % \| 2.81 % \| \| NM \| NM \| \| 2.68 % \| 2.68 % \| \| UDC \| UDC \| \| 1.17 % \| 1.17 % \| |          |  |         |         |
| Voto popular |          |  |         |         |
| |          |  |         |         |
| FdI | FdI      |  | 24.10 % | 24.10 % |
| PD | PD       |  | 20.29 % | 20.29 % |
| FI | FI       |  | 13.44 % | 13.44 % |
| AI | AI       |  | 7.66 %  | 7.66 %  |
| Lega | Lega     |  | 7.56 %  | 7.56 %  |
| M5S | M5S      |  | 7.01 %  | 7.01 %  |
| Marsilio | Marsilio |  | 5.72 %  | 5.72 %  |
| Az | Az       |  | 4.00 %  | 4.00 %  |
| AVS | AVS      |  | 3.57 %  | 3.57 %  |
| RC | RC       |  | 2.81 %  | 2.81 %  |
| NM | NM       |  | 2.68 %  | 2.68 %  |
| UDC | UDC      |  | 1.17 %  | 1.17 %  |

| \| Presidente \| Presidente \| Presidente \| Presidente \| Presidente \| \| ---------- \| ---------- \| ---------- \| ---------- \| ---------- \| \| \| \| \| \| \| \| Marsilio \| Marsilio \| \| 53.50 % \| 53.50 % \| \| D'Amico \| D'Amico \| \| 46.50 % \| 46.50 % \| |          |  |         |         |
| Presidente |          |  |         |         |
| |          |  |         |         |
| Marsilio | Marsilio |  | 53.50 % | 53.50 % |
| D'Amico | D'Amico  |  | 46.50 % | 46.50 % |

### Resultados por provincia
| Provincia | Marco Marsilio | Luciano D'Amico | Participación |               |        |
| --------- | -------------- | --------------- | ------------- | ------------- | ------ |
| Provincia | Chieti         | 91.526 51,53%   | Participación | 86.074 48,47% | 48,47% |
| L'Aquila  | 89.154 61,31%  | 56.251 38,69%   | 55,39%        |               |        |
| Pescara   | 76.732 51,70%  | 71.673 48,30%   | 53,31%        |               |        |
| Teramo    | 70.248 49,82%  | 70.750 50,18%   | 53,04%        |               |        |

### Participación
| Región                                          | Hora   | Hora   | Hora   |
| Región                                          | 12:00  | 19:00  | 23:00  |
| ----------------------------------------------- | ------ | ------ | ------ |
| Abruzos                                         | 15,90% | 43,93% | 52,19% |
| Provincia                                       | Hora   | Hora   | Hora   |
| Provincia                                       | 12:00  | 19:00  | 23:00  |
| Chieti                                          | 14,88% | 40,47% | 48,47% |
| L'Aquila                                        | 16,79% | 47,51% | 55,39% |
| Pescara                                         | 16,13% | 44,45% | 53,31% |
| Teramo                                          | 16,19% | 44,67% | 53,04% |
| Source: Ministerio del Interior – Participación |        |        |        |

### Consejeros electos
| Circunscripción      | Partido | Partido | Consejero                   | Votos  |
| -------------------- | ------- | ------- | --------------------------- | ------ |
| Abruzos (en general) |         | FdI     | Marco Marsilio              | —      |
| Abruzos (en general) |         | Ind.    | Luciano D'Amico             | —      |
| Chieti               |         | FdI     | Tiziana Magnacca            | 9.617  |
| Chieti               |         | FdI     | Nicola Campitelli           | 8.463  |
| Chieti               |         | PD      | Silvio Paolucci             | 8.669  |
| Chieti               |         | FI      | Daniele D'Amario            | 5.408  |
| Chieti               |         | AI      | Vincenzo Menna              | 2.622  |
| Chieti               |         | M5S     | Francesco Taglieri Sclocchi | 2.178  |
| Chieti               |         | MP      | Luciano Marinucci           | 2.168  |
| Chieti               |         | AVS     | Alessio Monaco              | 2.145  |
| L'Aquila             |         | FdI     | Mario Quaglieri             | 11.748 |
| L'Aquila             |         | FdI     | Massimo Verrecchia          | 7.758  |
| L'Aquila             |         | PD      | Pierpaolo Pietrucci         | 5.796  |
| L'Aquila             |         | FI      | Roberto Santangelo          | 9.600  |
| L'Aquila             |         | Lega    | Emanuele Imprudente         | 7.034  |
| L'Aquila             |         | NM      | Marianna Scoccia            | 5.269  |
| L'Aquila             |         | MP      | Gianpaolo Lugini            | 1.014  |

| Circunscripción | Partido | Partido | Consejero           | Votos  |
| --------------- | ------- | ------- | ------------------- | ------ |
| Pescara         |         | PD      | Antonio Blasioli    | 9.934  |
| Pescara         |         | PD      | Antonio Di Marco    | 4.192  |
| Pescara         |         | FdI     | Luca De Renzis      | 4.732  |
| Pescara         |         | FdI     | Leonardo D'Addazio  | 4.490  |
| Pescara         |         | FI      | Lorenzo Sospiri     | 8.822  |
| Pescara         |         | M5S     | Erika Alessandrini  | 2.463  |
| Pescara         |         | Lega    | Vincenzo D'Incecco  | 5.952  |
| Teramo          |         | FdI     | Paolo Gatti         | 10.867 |
| Teramo          |         | FdI     | Umberto D'Annuntiis | 7.407  |
| Teramo          |         | PD      | Sandro Mariani      | 7.532  |
| Teramo          |         | PD      | Dino Pepe           | 7.371  |
| Teramo          |         | FI      | Emiliano Di Matteo  | 4.082  |
| Teramo          |         | AI      | Giovanni Cavallari  | 4.691  |
| Teramo          |         | Az      | Enio Pavone         | 2.765  |

1. ↑  Como Presidente de la Región.
2. ↑  Como segundo candidato más votado a la Presidencia de la Región.

### Análisis
Marco Marsilio fue el candidato presidencial más votado con 327.660 preferencias, obteniendo 11.023 votos adicionales solo para el presidente en comparación con los 316.637 votos de la coalición de centroderecha. Luciano D'Amico obtuvo 284.748 preferencias, con 22.183 votos sólo para el presidente además de los 262.565 votos de las listas que lo apoyaron.
Según un análisis del Instituto Cattaneo realizado el 12 de marzo, "el área electoral de centroderecha se está consolidando, gracias a un abstencionismo relativamente bajo entre sus votantes de 2022 y a pequeños aportes adicionales que en su mayoría provienen de la abstención" o del ex Tercer Polo. En la coalición que apoya a D'Amico, para los votantes del M5S "prevalece la tendencia a la abstención en las elecciones locales, como en el pasado", mientras que para los votantes liberales (Az, IV, +E) prevalece "la tendencia a reubicarse o volver al centroderecha", especialmente si se alían con el M5S.

## Consecuencias
El 10 de abril de 2024, durante la primera sesión del Consejo Regional, Lorenzo Sospiri (FI) fue elegido Presidente del Consejo Regional con 17 votos. La Junta Marsilio II está compuesta por el presidente Marco Marsilio (FdI), 3 consejeros de Hermanos de Italia, 2 de la Liga (incluido el vicepresidente) y 1 de Forza Italia.